# Max Merkel

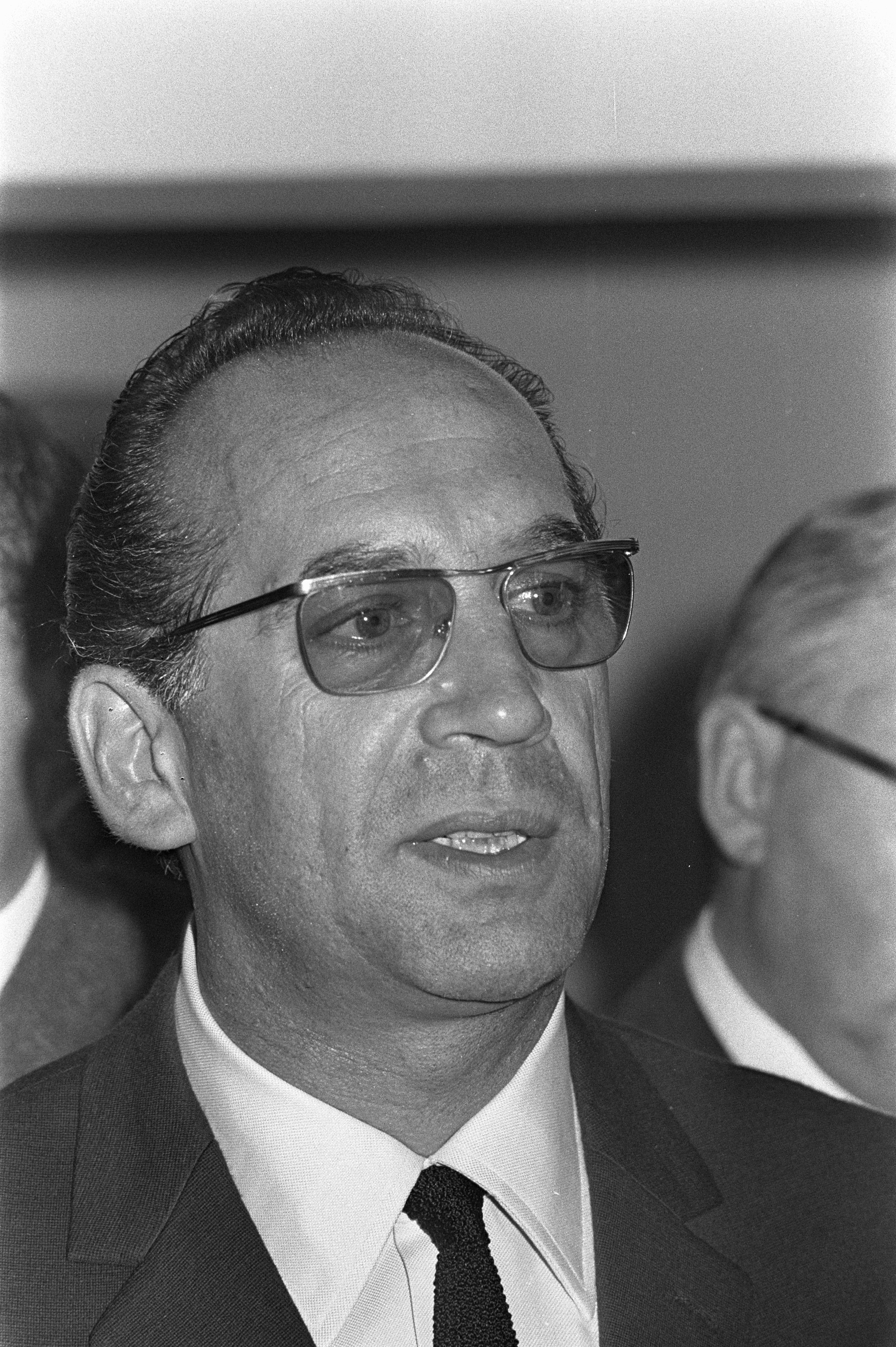
Max Merkel, 1968

Maximilian ("Max") Merkel (Wenen, 7 december 1918 – Putzbrunn (Duitsland), 28 november 2006) was een Oostenrijkse voetbalspeler en -trainer.

## Speler
Merkel speelde tot 1937 in de jeugd bij Rapid Wien. Verder speelde hij bij Wiener Sportclub (1937-1942) en Markersdorf (1942-1945) om in 1945 terug te keren bij Wiener Sportclub en in 1946 bij Rapid Wien. Bij deze laatste club sloot Merkel in 1954 zijn actieve carrière af.
Merkel speelde twee interlands. In 1939 speelde hij eenmaal voor Duitsland en in 1952 eenmaal voor Oostenrijk.

## Trainer
In april 1954 begon Merkel zijn trainersloopbaan bij H.B.S., met een aanvangssalaris van fl. 170 netto per week. Van half september 1954 tot de wedstrijd tegen België eind oktober werd Merkel door H.B.S. uitgeleend aan de KNVB en trainde het Nederlands elftal. Vanaf maart 1955 trainde hij naast H.B.S. tevens plaatsgenoot ADO waar zijn landgenoot Franz Gutkas vanwege ziekte was uitgevallen. Per 15 april 1955 werd hij bondscoach van het Nederlands team. Hij had tienmaal de leiding over Oranje, waarin hij zesmaal won. De meest bekende overwinning was die in 1956 op regerend wereldkampioen West-Duitsland. Internationaal telde het Nederlands voetbal in die jaren nog nauwelijks mee en het was de eerste wedstrijd tussen beide landen sinds de bevrijding, dus maakte de zege in Düsseldorf door twee goals van Abe Lenstra grote indruk.
Na Oranje ging Merkel terug naar Rapid Wien waar hij in het eerste jaar (1957) gelijk kampioen werd. Meerdere successen behaalde hij bij 1860 München, waar hij de beker won in 1964 en landskampioen werd in 1966. Twee jaar later werd hij landskampioen met 1.FC Nürnberg, dat overigens het volgende seizoen degradeerde. In 1972 won hij opnieuw de beker, maar nu de Spaanse versie met Atlético Madrid. Het jaar erop werd hij met de Madrilenen kampioen van Spanje.
In de jaren 80 liet Merkel vooral van zich horen als columnist van het boulevard-blad Bild-Zeitung. Vooral zijn voorspellingen aan het begin van ieder seizoen ("Max merkelt wieder") waren in Duitsland zeer bekend.
| Periode   | Team              | Successen                    |
| --------- | ----------------- | ---------------------------- |
| 1954-1955 | H.B.S.            |                              |
| 1954      | Nederland (a.i.)  |                              |
| 1955      | ADO (a.i.)        |                              |
| 1955-1956 | Nederland         |                              |
| 1956-1958 | SK Rapid Wien     | 1957 - Kampioen              |
| 1958-1961 | Borussia Dortmund |                              |
| 1961-1967 | TSV 1860 München  | 1964 - Beker 1966 - Kampioen |
| 1967-1969 | 1.FC Nürnberg     | 1968 - Kampioen              |
| 1969-1971 | Sevilla FC        |                              |
| 1971-1973 | Atlético Madrid   | 1972 - Beker 1973 - Kampioen |
| 1974-1975 | TSV 1860 München  |                              |
| 1975-1976 | FC Schalke 04     |                              |
| 1976-1977 | FC Augsburg       |                              |
| 1981-1982 | Karlsruher SC     |                              |
| 1983      | FC Zürich         |                              |